# Шок (циркулаторни)
Шок је стање организма са тешким поремећајем циркулације који доводи до критичног смањења снабдјевања ткива и органа крвљу (мозга, срца, бубрега, јетре) и недовољног снабдјевања ћелија кисеоником.

## Подела
На основу узрока који доводи до развоја шока уобичајена је слиједећа подјела:
- Кардиогени шок, услијед акутног попуштања срца код акутног инфаркта миокарда, аритмија, акутне митралне инсуфицијенције, изразите аортне стенозе.
- Хиповолемијски шок, као посљедица крварења (хеморагични шок), губитка волумена течности (хиповолемијски шок) услед повраћања, дијареје, асцитеса.
- Опструктивни шок, услијед опструкције великих крвних судова, као код тампонаде срца (компресија срца изливом различите етиологије у перикард, који спријечава нормално пуњење срца у току дијастоле, расте притисак у венама, смањује се систолни и минутни волумен срца уз смањење артеријског притиска и убрзање срчаног рада као компензациона реакција срца на поремећај), тензионог пнеумоторакса, масивне плућне емболије.
- Дистрибутивни шок, као посљедица оштећене микроциркулације дејством различитих токсина и вазоактивних материја, као код сепсе (септички шок), анафилаксије (анафилактички шок), интоксикације (медикаментозни шок), микседемска криза и Адисонова болест (ендокрини шок), хипогликемија (хипогликемички шок, код кога није примарно оштећена микроциркулација већ снабдјевање ћелија глукозом), повреде главе и кичмене мождине (неурогени шок).

Хиповолемијски и кардиогени шок су најтежи облици шока.
У току шока због неадекватног снабдјевања ћелија кисеоником, присутна је хипоксија ткива која доводи до оштећења мозга, бубрега, плућа, јетре, поремећаја коагулације крви са развојем дисеминоване инраваскуларне коагулације (ДИК). Организам се против шока брани појачаном продукцијом и ослобађањем катехоламина (адреналина), појачаном потрошњом кисеоника, убрзаним срчаним радом и вазоконстрикцијом (једино код септичког шока услијед дејства токсина инфективних нокси доминира вазодилатација, па је кожа топла и ружичаста, док је код осталих облика шока хладна и знојава).

## Клиничка слика
У клиничкој слици шока констатују се:
- Снижен крвни притисак (хипотензија).
- Убрзан рад срца (тахикардија), ријетко брадикардија.
- Поремећаји свијести (поспаност, сопор, кома).
- Смањена диуреза (олигурија, анурија).
- Блиједило, хладна знојава кожа, ријетко топла и црвена као код септичког шока.

## Дијагноза
Дијагноза се поставља на основу симптома и знакова шока, лабораторијских налаза,  гдје се констатује ацидоза, негативни базни ексцес (“недостају базе“), лактатна ацидоза, хипоксија (извршити анализе гасова у крви).
На основу тога како се шок хемодинамски испољава дијели се на:
- Компензовани шок, уз непотпуно присуство симптома и знакова шока, код кога нема хипотензије. Артеријски крвни притисак износи 90 ммХг или више, са ограниченом перфузијом ткива и органа.
- Декомпензовани шок, код кога су сви симптоми и знаци шока у потпуности испољени, а артеријски притисак крви је испод 90 ммХг.

## Терапија
Терапија шока ако је то могуће се састоји у отклањању узрока који су довели до шока. Као прва мјера је хемодинамска стабилизација болесника постизањем задовољавајућих вриједности притиска крви, одговарајућа перфузија ткива, елиминација хипоксије примјеном кисеоника.
Положај болесника у дистрибутивном и хиповолемијском шоку је тзв. шок положај са уздигнутим ногама, затим положај на равној површини код декомпензованог кардиогеног и дистрибутивног шока и положај са уздигнутим горњим дијелом тијела код компензованог кардиогеног шока.
Од лијекова за отклањање хипотензије примјењује се нпр. допамин и/или добутамин у дози од 2-10 µг/кг/мин., код хиповолемије надокнађују се течности, нпр. Сол. Рингер лактат 500-1.500 ml и више уз посебан опрез код кардиогеног шока због додатног оптерећења срца унетим течностима. Код утврђене ацидозе аплицира се раствор натријум-бикарбоната, али претходно добро одвагати његову примјену, јер постоји опасност од евентуелних споредних ефеката промјењеног ацидобазног статуса.
|  | Молимо Вас, обратите пажњу на важно упозорење у вези са темама из области медицине (здравља). |